# Antonio Fuertes
Antonio Fuertes Pascual, más conocido como Tonín o Toñín Fuertes (Valencia, Comunidad Valenciana, España, 3 de diciembre de 1929-ibídem, 5 de enero de 2015) fue un futbolista español. Jugó de delantero, principalmente en el Valencia CF.

## Biografía
Nacido en la pedanía valenciana de Benimámet fue fichado por el Valencia CF con apenas quince años pasando a formar parte de las categorías inferiores. Tras seis temporadas en el CD Mestalla se incorporó a la disciplina del primer equipo. 
En el Valencia CF disputó un par de temporadas irregulares, en las que no acabó de cuajar, por lo que pidió al técnico ser relegado de nuevo al equipo filial. De nuevo en el CD Mestalla disputó una temporada que culminó con un ascenso a primera, al que se renunció por motivos éticos para que no coincidieran en la misma categoría los dos equipos de la entidad.
Después del ascenso se reincorporó de nuevo al primer equipo durante la temporada 1952-1953, en la que fue uno de los jugadores más destacados anotando quince goles. Esa temporada, el 12 de octubre de 1952, consiguió el gol 1000 del Valencia CF en Primera División. La temporada siguiente su rendimiento goleador en liga disminuyó, sin embargo se convirtió en el héroe de la final de copa de 1954 ante el FC Barcelona en la que en apenas media hora anotó dos goles y dio una asistencia.
Tras estas dos temporadas permaneció otras cinco más en el Valencia CF donde ya no fue un jugador determinante por lo que sus cifras anotadoras disminuyeron. El inicio de este declive coincidió con la llegada al Valencia CF de una figura de talla mundial, Faas Wilkes que le restó minutos de juego, con quien a pesar de todo le unía una gran amistad.
Después de dejar el Valencia CF permaneció dos años más en el recién ascendido Elche CF participando con unos números aceptables, sobre todo la primera temporada. Sus últimos días como futbolista los vivió en diversos clubs amateurs valencianos como el Gandía CF, el Atlético Saguntino o el Buñol CF.

### Selección nacional
Fue internacional con la Selección nacional de fútbol de España en un partido amistoso. Su debut se produjo el 7 de diciembre de 1952 ante Argentina en Madrid, perdiendo la selección española por cero goles a uno.

## Clubes
| Club        | País   | Año       | Partidos | Goles |
| ----------- | ------ | --------- | -------- | ----- |
| CD Mestalla | España | 1943-1949 |          |       |
| Valencia CF | España | 1949-1951 | 40       | 10    |
| CD Mestalla | España | 1951-1952 |          |       |
| Valencia CF | España | 1952-1959 | 146      | 48    |
| Elche CF    | España | 1959-1961 | 51       | 11    |

## Títulos

### Campeonatos nacionales
| Título       | Club        | País   | Año  |
| ------------ | ----------- | ------ | ---- |
| Copa del Rey | Valencia CF | España | 1954 |